# Giulio Trogli
Giulio Trogli dit il Paradosso (Bologne, 1613 - 1685) est un peintre italien baroque de l'école bolonaise.

## Biographie
Élève de Francesco Gessi à  Bologne, Giulio Trogli se dévoue à la quadratura, avec Agostino Mitelli, et publie un ouvrage intitulé Paradossi della Prospettiva qui lui donna son surnom.